# Afghan FC Chaman
Afghan Football Club Chaman hoặc Afghan FC là một câu lạc bộ bóng đá thi đấu ở Giải bóng đá ngoại hạng Pakistan (PPL). Câu lạc bộ đến từ Chaman ở Balochistan, Pakistan, một thành phố biên giới gần Afghanistan. Afghan Club chơi trên sân nhà là sân vận động Jamal Nasir Shaheed ở Chaman.
Họ là thành viên sáng lập của PPL. Afghan FC tránh xuống hạng thành công ở mùa giải 2006–07, đứng vị trí thứ 9, cách 2 điểm phía trên Wohaib FC, đội đã loại HBL FC để duy trì suất trong giải.